# بوریس کریستانچیچ
بوریس کریستانچیچ (انگلیسی: Boris Kristančič؛ ۲۱ نوامبر ۱۹۳۱ – ۲۹ اکتبر ۲۰۱۵) بازیکن و مربی بسکتبال اسلوونیایی‌تبار اهل یوگسلاوی بود.